# Vermilion Parish
Vermilion Parish er et county i den amerikanske delstat Louisiana. Området ligger i den sydvestlige del af delstaten, og det grænser op mod Acadia Parish i nord, Lafayette Parish i nordøst, Iberia Parish i øst, Cameron Parish i vest, Jefferson Davis Parish i nordvest og mod den Mexicanske Golf i syd.
Vermilion Parish’s totale areal er 3 984 km², hvor af 944 km² er vand. I 2000 havde amtet 53 807 indbyggere. Amtet bliver administreret fra byen Abbeville.

## Byer
- Abbeville
- Delcambre
- Erath
- Gueydan
- Kaplan
- Maurice

29°49′N 92°19′V / 29.81°N 92.31°V